# Companhia da Rede Elétrica do Sul da China
A Rede Elétrica do Sul da China ou, em língua inglesa, China Southern Power Grid (em Chinês simplificado:中国南方电网) é uma empresa pública chinesa criada em 2002, com a sede em Cantão.